# Bala Krisna

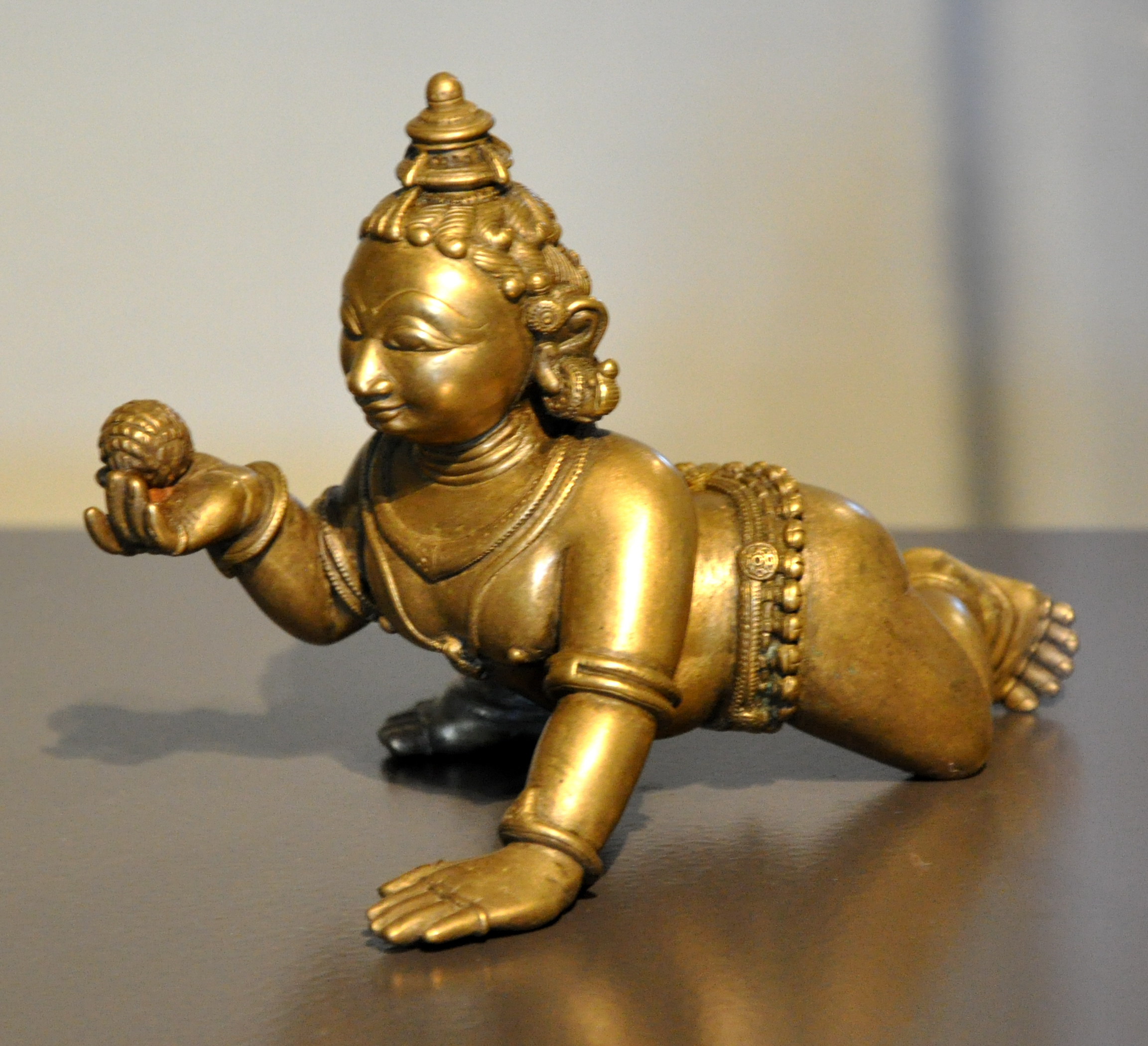
Una estatuilla de Bala Krisná proveniente de Odisha (India), del siglo XVII, actualmente en poder del museo de Rietberg (Alemania).

Bala Krisná ―a veces llamado el Divino Niño Krisná― es, históricamente, una de las primeras formas de culto dentro del krisnaísmo y un elemento de la historia de la adoración a Krisná en la antigüedad. Esta doctrina se considera como la primera parte de la serie de tradiciones que se fusionaron en una etapa posterior del desarrollo histórico y culminaron en la adoración a Radha Krisná como suaiam-bhagaván (‘el mismísimo Dios’).
Otras tradiciones monoteístas fueron el bhagavatismo y el culto a Gopala, que ―junto con el culto de Vasudeva― forman la base de la tradición actual de la religión monoteísta de Krisná.
El culto de Balakrisná, el niño divino, a pesar de que es una característica importante del krisnaísmo, a menudo recibe menos atención. Sin embargo, en muchas regiones de la India actual es una de las deidades más populares de Krisná.
Las primeras evidencias de esa adoración se pueden encontrar ya en el siglo IV a. C. según los textos del geógrafo griego Megástenes (350-290 a. C.) y en el Artha-shastra del erudito pakistaní Kautilia Chanakia (350-283 a. C.), en los que Vasudeva (como hijo de Vásudeva) era adorado como una deidad suprema en un formato fuertemente monoteísta, donde se le menciona como sachidananda (siendo sat: ‘eterno’ [real], chit: ‘consciente’, y ánanda: bienaventurado’).

## Nombre sánscrito

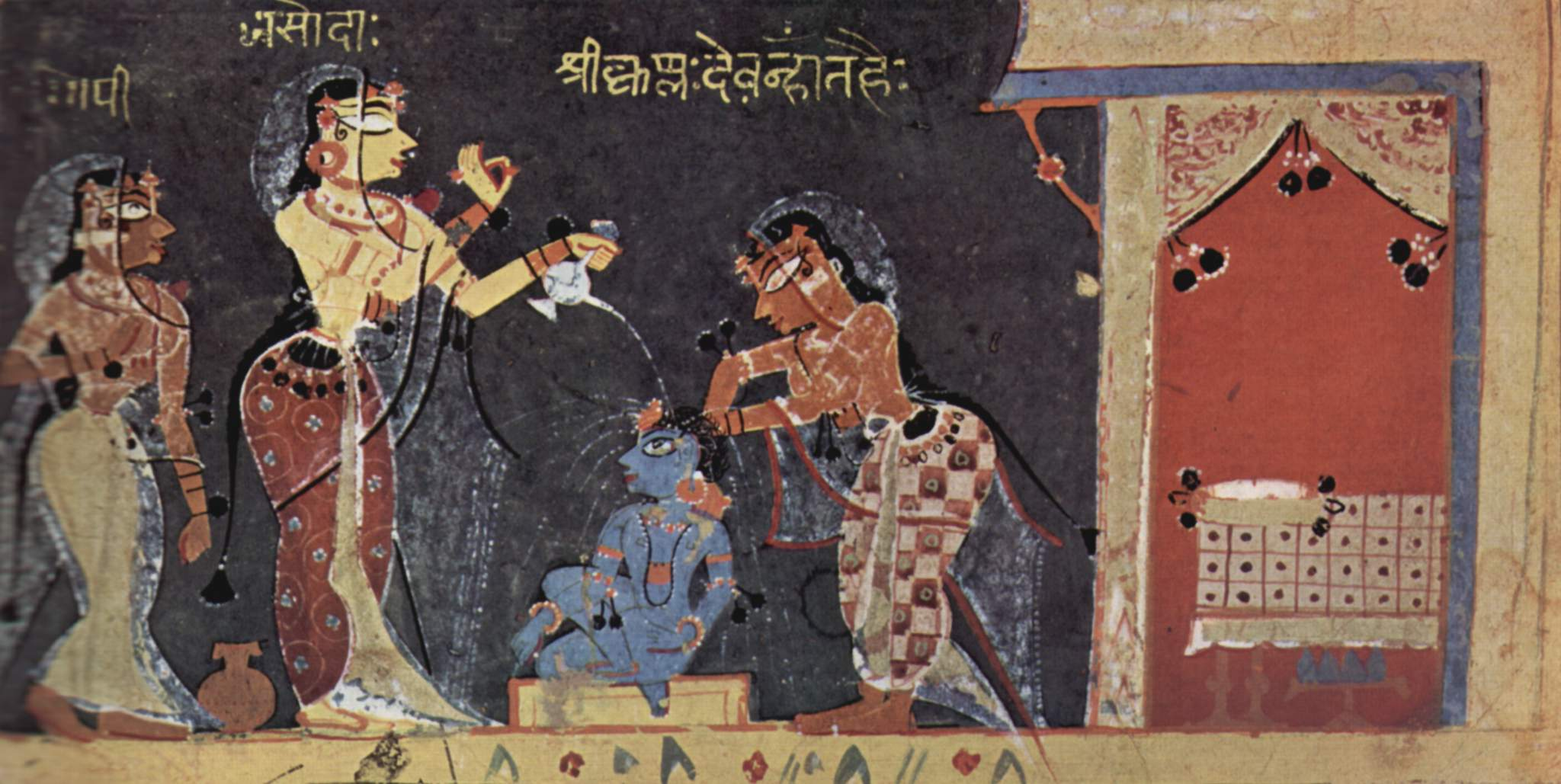
La madre Iashodá baña a Bala Krisná. (En un manuscrito del Bhagavata-purana de la India occidental).

- bālakṛṣṇa, en el sistema AITS (alfabeto internacional para la transliteración del sánscrito).[4]
- बालकृष्ण, en escritura devanagari del sánscrito.[4]
- Pronunciación:
  - /bála krishná/ en sánscrito[4] o bien
  - /bol kríshn/ en varios idiomas modernos de la India (como el bengalí, el hindí, el maratí o el palí).
- Etimología: ‘niño Krisná’[4]
  - bala: bebé, infante (especialmente uno de menos de cinco años de edad.[5]
  - krisná: ‘negro’, ‘de piel negra’, ‘atrayente’.

## Leyendas

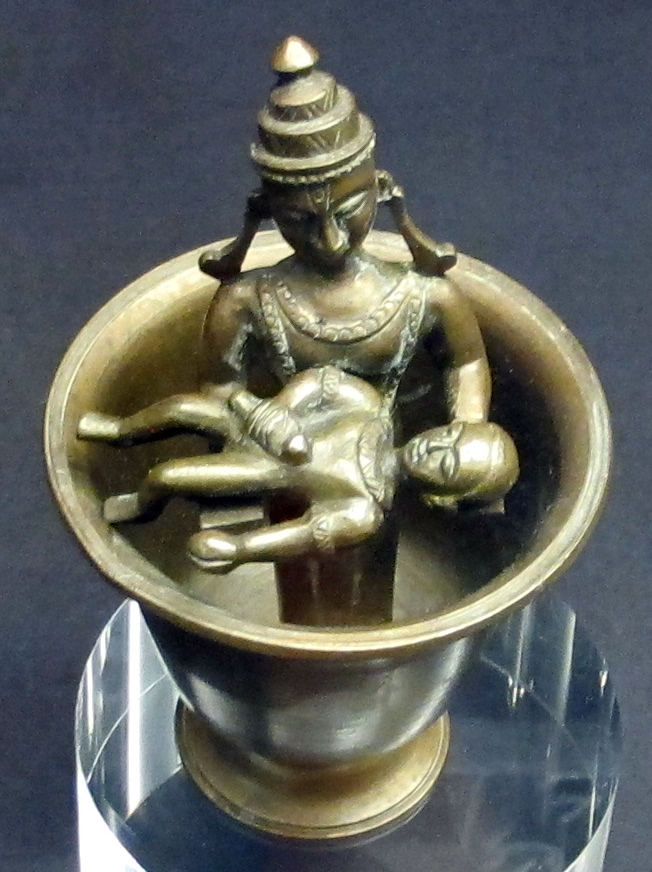
Krisná bebé con su madre, que lo baña. Estatuilla del sur de la India, actualmente en la sección de Antropología y Etnografía del Museo de Historia Natural, en Florencia (Italia).

Algunos de los actos milagrosos de esta forma de Krisná son notables. Una conocida leyenda es que la enorme monstrua Putaná ―disfrazada de nodriza―, le ofreció su pecho envenenado al bebé. Pero Krisná, al succionar la leche, absorbió también su alma ―que los hinduistas creen ubicada en el corazón― y la mató.
Bala-Krisná se representa a menudo como un niño pequeño gateando sobre las manos y las rodillas, o bailando con un trozo de mantequilla en la mano.
Los episodios de la infancia de la leyenda de Krisná se convirtieron en el foco de los cultos devocionales medievales que comenzaron a desarrollarse en una serie de movimientos en la India medieval.
En el Majábharata (texto épico-religioso del siglo III a. C.), y especialmente en la sección Bhagavad-guita, Krisná enseña una religión monoteísta universal dedicada a un Dios personal, y afirma ser suaiám bhagaván (el mismísimo Dios).

## Monumentos

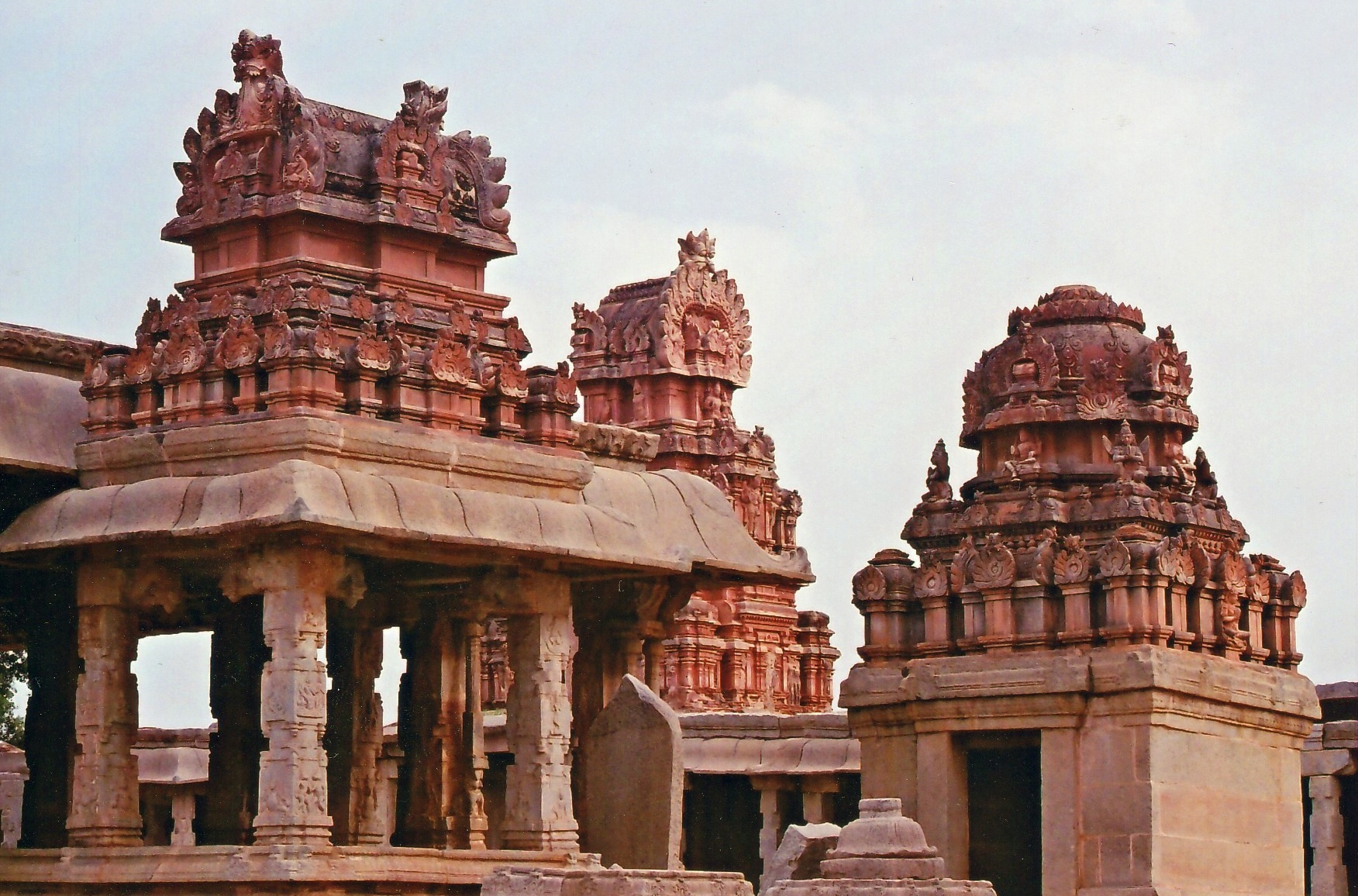
Vista del templo de Bala Krisná en Jampi (Viyaia Nagara).

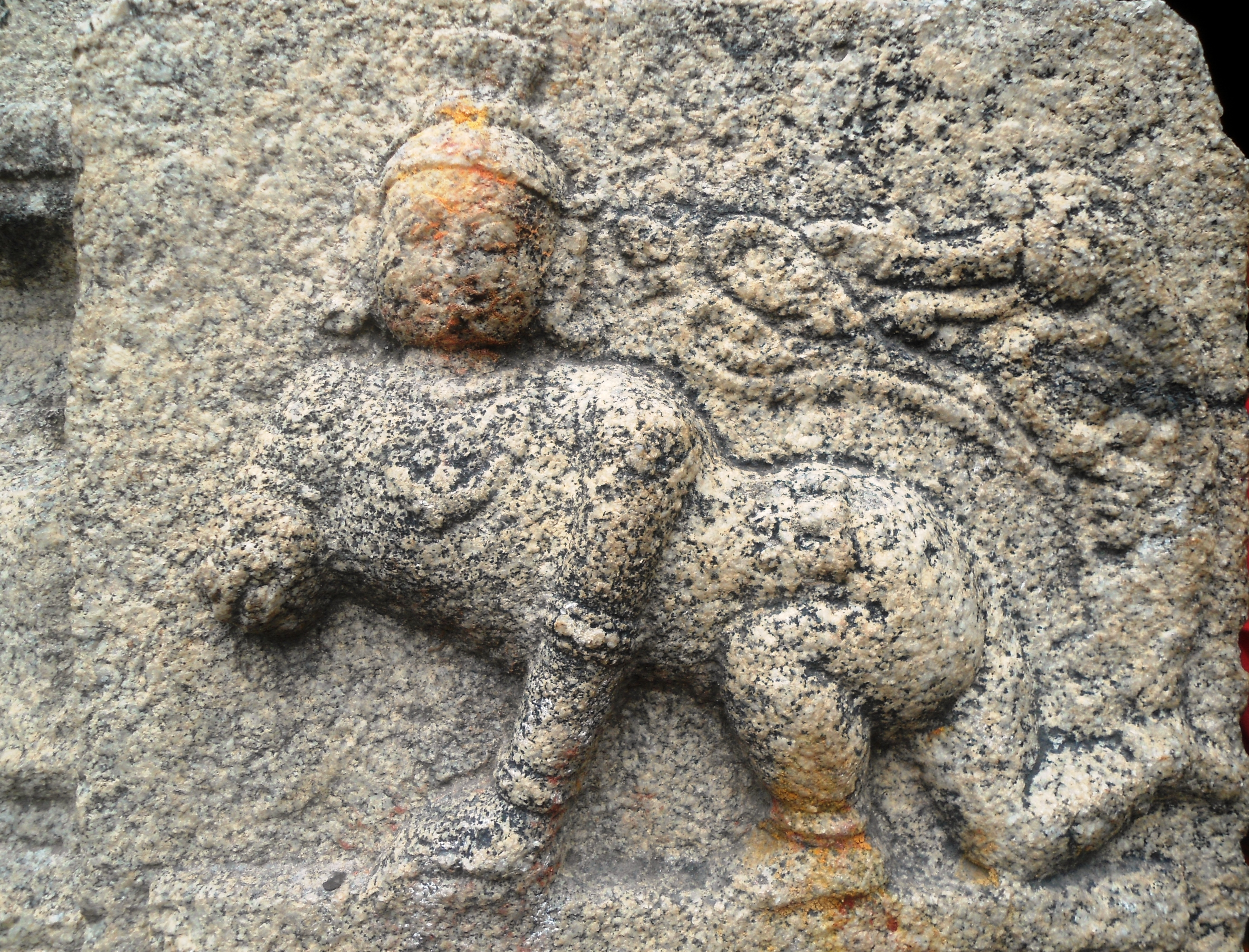
Un relieve en piedra de Bala gateando, en Mokalamita Galigopuram (en Tirumala, sur de la India).

### Hampi
El sitio histórico más importante dedicado a Bala es el templo Balakrisná, construido en 1513 por el gobernante Krisna-Deva-Raia. El altar principal del templo está dedicado a Bala Krisná y es uno de los pocos templos donde las historias de los Puranas (textos compuestos después del período Gupta, desde el siglo IV d. C.) fueron talladas en las paredes del templo y su torre principal.

### Udupi
Otra imagen notable es la murti (estatua) de Bala Krisná que adoraba Madhua Acharia (1238-1317) en su Sri Krisna Matha (en la ciudad de Udupi).
La estatua había sido transportada por mar desde la norteña ciudad de Duarka (en Guyarat).
En una ocasión, Madhua-Acharia fue al mar a hacer uno de sus tres baños rituales. En ese momento cesó una tormenta que había hecho encallar un barco en los bancos de arena frente a la costa. Los navegantes creyeron que la aparición del santo había provocado la calma, por lo que en agradecimiento le regalaron dos grandes bolas de gopi-chandan (arcilla) que ellos utilizaban como lastre para el barco, pero que en los templos se utilizan para dibujar formas rituales en distintas partes del cuerpo. Madhua Acharia dijo que cuando rompió las piedras (para hacer piedras más livianas y manuales), dentro de cada una había una murti: una de Krisná (con un palo de mortero en la mano, seguramente una representación de Krisná como Damodara) y la otra de su hermano Balarama. Madhua bautizó a la deidad Bala Krisná y la instaló en el principal santuario de Udupi. Las lámparas sagradas de esta estatua de Bala Krisná fueron encendidas por primera vez por el propio Madhuacharia, y se mantienen ardiendo como parte del ritual de manera continua desde hace 715 años.
Madhua difundió la leyenda de que esa estatua era la misma que había adorado Rukmini, la principal de las 16 108 esposas de Krisná.
Desde que instaló la estatua y comenzó la tradición de la adoración diaria y pública, su templo en Udupi fue ganando cada vez más importancia como centro de peregrinación.
Todavía llegan miles de peregrinos provenientes de toda la India, para adorar a Bala Krisná.